# Municipio de Skelton (Minnesota)
El municipio de Skelton (en inglés: Skelton Township) es un municipio ubicado en el condado de Carlton en el estado estadounidense de Minnesota. En el año 2010 tenía una población de 414 habitantes y una densidad poblacional de 4,58 personas por km².

## Geografía
El municipio de Skelton se encuentra ubicado en las coordenadas 46°32′50″N 92°45′57″O / 46.54722, -92.76583. Según la Oficina del Censo de los Estados Unidos, el municipio tiene una superficie total de 90.47 km², de la cual 90,44 km² corresponden a tierra firme y (0,03 %) 0,03 km² es agua.

## Demografía
Según el censo de 2010, había 414 personas residiendo en el municipio de Skelton. La densidad de población era de 4,58 hab./km². De los 414 habitantes, el municipio de Skelton estaba compuesto por el 98,55 % blancos, el 1,21 % eran amerindios y el 0,24 % eran de una mezcla de razas. Del total de la población el 0,24 % eran hispanos o latinos de cualquier raza.